# Sélibaby Airport
Sélibaby Airport är en flygplats i Mauretanien.   Den ligger i regionen Guidimaka, i den södra delen av landet, 500 km sydost om huvudstaden Nouakchott. Sélibaby Airport ligger 65 meter över havet.
Terrängen runt Sélibaby Airport är platt. Runt Sélibaby Airport är det ganska glesbefolkat, med 24 invånare per kvadratkilometer. Närmaste större samhälle är Sélibabi, 3,4 km sydost om Sélibaby Airport. Trakten runt Sélibaby Airport består i huvudsak av gräsmarker.